# Snapcase
Snapcase es una banda de hardcore punk oriunda de Buffalo, Nueva York.
El grupo se formó en 1989, bajo el nombre Solid State. En 1992 –y tras varios cambios de formación– el bajista Daryl Taberski asume como vocalista, lanzando el 7" Comatose. A esto, se le suma una fructífera actividad, publicando cinco álbumes de estudio con el sello Victory Records.
Snapcase se separó en 2005, dando su último show con varios exmiembros como invitados. Cinco años más tarde, el quinteto volvió a presentarse esporadicamente, realizando giras por Norteamérica y Europa. En 2018, interpretaron una nueva canción en vivo: "Spike Up Your Tone".
Snapcase es considerada como una banda straight edge, aunque nunca ha sido una etiqueta para la banda. A diferencia de sus contemporáneos, abocan a la libertad personal. Sus letras de carácter introspectivo están ligadas a cuestiones sociopolíticas e individuales, como autodeterminación, afirmación y desafío personal.

## Influencias y legado
Taberski ha mencionado que –colectivamente– sus influencias son Helmet, Quicksand, Fugazi, Sick of It All, y The Clash. A su vez, en su último álbum Bright Flashes (2003) interpretaron sus propias versiones de Helmet, Devo y Jane's Addiction. Snapcase partió con un sonido new school hardcore, más metálico que las clásicas bandas ochenteras, mezclando gradualmente elementos progresivos y electrónicos, siendo comparados con Deftones, Glassjaw o Tool.
Artistas como Sick Of It All, New Found Glory, Refused, Davey Havok de AFI, Project 86, Travie McCoy, Jeremy Bolm de Touché Amoré, Contra Todos Mis Miedos, The Warriors, y Razors in the Night han citado a la banda como influencia.

## Miembros
| Miembros actuales - Daryl Taberski – voces (1992–2005, 2007, 2010–presente); bajo (1989–1992) - Jon Salemi – guitarras (1992–2005, 2007, 2010–presente) - Frank Vicario – guitarras (1995–2005, 2007, 2010–presente) - Dustin Perry – bajo (1999–2005, 2007, 2010–presente) - Timothy Redmond – batería (1993–2002, 2005 invitado, 2007, 2010–presente) | Miembros anteriores - Tiger Balduf – voces (1989–1990) - Chris Galas – voces (1990–1992, 2005 invitado) - Scott Dressler – guitarras (1989–1995, 2005 invitado) - Joe Smith – guitarras (1991–1992) - Bob Whiteside – bajo (1992–1999, 2005 invitado) - Mike Kimaid – batería (1989–1990, 1991–1993) - Peter Dawidzik – batería (1990) - Jason Kourkounis – batería (1990–1991) - Ben Lythberg – batería (2000 en vivo, 2002–2005) |

## Discografía
| Álbumes de estudio - Lookinglasself (1993) - Progression Through Unlearning (1997) - Designs for Automotion (2000) - End Transmission (2002) - Bright Flashes (2003) EPs y singles - Snapcase tape (1991) - Comatose 7" (1992) - Steps 7" (1995) - Energy Dome (2000) - Two Songs (2002) - Litmus Test / ID / Hindsight (2002) Splits - Snapcase / Doughnuts promo tape (1995) – Promocional, incluye pistas de Steps y The Age Of The Circle. - The California Takeover... Live (1996) – Compilación en vivo, junto a Earth Crisis y Strife. - Firestorm / Steps tape (1998, Valentine Sound) – Compilación junto a Earth Crisis, exclusivo para Malasia. - Snapcase / boysetsfire (1999, Equal Vision) | Demos - Quest For Reality (1990) - Accept Your Fate (1990) - Break The Silence (1991) - King of the Mountain (1992) Apariciones en compilatorios - "Fields of Illusion" – Only The Strong MCMXCII (1993) - "Vent" – Anti-Matter (1995) - "Caboose" – Reason For Living (1996) - "She" – Violent World – A Tribute To The Misfits (1997) - "I" – Never Give In – A Tribute To Bad Brains (1998) - "Box Seat" – No Borders (1999) - "Typecast Modulator" – To the Bone (1999) - "Caboose" – Xtreme Rock: Music That Changed Our Lives (1999) - "Ambition Now" – Incompatible Vol. 3 (2000) - "Break The Static" – For Those Who Stand (2001) |